# El Pedregal, Xochitepec
El Pedregal är en ort i Mexiko.   Den ligger i kommunen Xochitepec och delstaten Morelos, i den sydöstra delen av landet, 70 km söder om huvudstaden Mexico City. El Pedregal ligger 1 169 meter över havet och antalet invånare är 121.
Terrängen runt El Pedregal är kuperad österut, men västerut är den platt. Runt El Pedregal är det tätbefolkat, med 591 invånare per kvadratkilometer. Närmaste större samhälle är Cuernavaca, 15,5 km norr om El Pedregal. I omgivningarna runt El Pedregal växer huvudsakligen savannskog.